# Non Stop People (España)
Non Stop People fue un canal de televisión privado de España, de pago. Fue propiedad de Banijay Entertainment y operó bajo la marca internacional Non Stop People de dicha compañía. El canal emitía en la plataforma de pago Movistar+.
Non Stop People estuvo orientado a ofrecer información y entretenimiento a un público joven (entre 14 y 40 años). El canal emitía las 24 horas del día desde la Gran Vía madrileña y contó con un equipo de jóvenes periodistas que informaba de las últimas noticias y tendencias del panorama nacional e internacional, centrándose principalmente en música, cine, tecnología, arte, gastronomía, moda y estilo de vida. Los reporteros de Non Stop People cubrían, por otra parte, acontecimientos del panorama cultural, además de festivales de música, exposiciones de arte y tecnología, eventos deportivos y pasarelas de moda.

## Programas
- El Hub: Programa de tarde donde el contenido está centrado en temas de estilo de vida, deporte, cine o gastronomía con colaboradores y expertos que cuentan que está pasando en las redes sociales y las últimas tendencias en tecnología a través de los rostros de moda nacionales e internacionales. Cada día cuenta con un personaje relevante en plató para responder a las preguntas de los redactores.
- XTRA!: Programa nocturno donde los protagonistas del momento, a través del humor y las entrevistas, tratan la actualidad y analizan los temas de interés para el público joven.
- News: Tres informativos a lo largo del día resumen las noticias más relevantes en veintiocho minutos.

- El Debate: Debate sobre un tema de actualidad por jóvenes periodistas.

## Presentadores
- El Hub: José Ángel Cuadrado y Aránzazu Santos

Anteriores: Javier Torres, Álvaro Berro, Mawi Durán, Santi Silva, Yilsed Machado y Natalia Sprenger
- XTRA!: Álvaro Berro, Leticia Larraz

Anteriores: Raquel Atanes, Guillermo Martínez, Esther Collado, Esther Acebo y Alyson Eckmann
- News: Isabel Marín y Claudia García (News 1), Marian Viñas y Rubén Ortega (News 2)

Fin de semana: Pedro Machín y Rocío Durán (News 1), Natalia Sprenger y Daniel Cifuentes (News 2) 
Anteriores: Jessica Vizarro, Álvaro Berro, Asier Otegi, Victoria Arnáu, Alejandro Gómez
- El Debate (finalizado): Eva Rojas

- Good Morning People (finalizado): José Ángel Cuadrado y Aránzazu Santos (lunes a viernes); Alberto Arruty y Lucía Crespo (fin de semana)

Anteriores: Sara Gil